# Musa (album)
Musa è il settimo album di Marina Rei, pubblicato nel 2009, prodotto dalla On The Road Music e distribuito dalla Universal. Il disco contiene i singoli Musa e Sorrido, oltre a vantare la presenza di Carmen Consoli alla chitarra nel brano Un volo senza fine.
Donna che parla in fretta è tratta da Fast Speaking Woman, poema di Anne Waldman, tradotto ed adattato in italiano dalla stessa Marina, mentre Il mare verticale è una cover di Paolo Benvegnù.
Tra i bambini che cantano i cori di Regina Reginella appare il figlio Nico.

## Tracce
1. Musa – 3:48
2. Ci sarebbe ancora gloria – 3:32
3. Sorrido – 3:33
4. Donna che parla in fretta – 3:47
5. Il mare verticale – 5:09
6. La tua sposa – 3:20
7. Buona vita a te – 4:01
8. Il rovescio della cura – 3:49
9. Due mondi lontani – 3:28
10. Un volo senza fine – 2:38
11. Regina Reginella – 2:32

## Formazione
- Marina Rei – voce, batteria, chitarra acustica, percussioni
- Pierpaolo Ranieri – basso
- Adriano Viterbini – chitarra elettrica
- Prisca Amori – violino
- Adriana Ester Gallo – violino
- Maurizio Tarsitani – viola
- Giuseppe Tortora – violoncello

## Classifiche
| Classifica | Posizione |
| ---------- | --------- |
| Italia     | 71        |